# Chi Thị
Chi Thị (danh pháp khoa học: Diospyros) là một chi (bao gồm cả những loài trước đây có tên chi là Maba) của từ khoảng 450-500 cho tới 750 loài (Tại PlantSystematics.org liệt kê tới 1.159 danh pháp khoa học, nhưng có lẽ trong đó có nhiều tên gọi là từ đồng nghĩa của nhau) cây thân gỗ lá thường xanh hay sớm rụng. Phần lớn trong chúng có nguồn gốc ở vùng nhiệt đới, với chỉ một ít loài sinh sống ở khu vực ôn đới. Chi này bao gồm một số loài có giá trị thương mại quan trọng, hoặc là để lấy quả ăn (bao gồm các loài hồng, thị, cậy như D. kaki và D. virginiana) hoặc là để lấy gỗ. Có hai nhóm gỗ có giá trị thương mại là gỗ mun trơn: loại gỗ mun đen thuần túy (đáng chú ý là D. ebenum, D.mun, nhưng còn có một số loài khác) và gỗ mun sọc: (mun vàng hay mun Macassar - D. celebica). Trong phần lớn các loài thuộc chi này thì gỗ kiểu gỗ mun đen là gần như hoàn toàn không có: gỗ của những loài này có công dụng rất hạn chế, ví dụ D. virginiana (tức thị, thị châu Mỹ, thị Mỹ, mun trắng).
Các loài trong chi Diospyros bị ấu trùng của một số loài bướm thuộc bộ Cánh vẩy (Lepidoptera) phá hại, như Gymnoscelis rufifasciata, Eupseudosoma aberrans và Hypercompe indecisa.

## Các loài
Dưới đây chỉ liệt kê một số loài
- Diospyros acris.
- Diospyros armata
- Diospyros apiculata: Thị lọ nồi
- Diospyros australis: Bờ biển phía đông Australia.
- Diospyros bangoiensis: Thị ba ngòi, thị núi
- Diospyros baranensis: Thị bà ran
- Diospyros bejaudii: Thị lân, thị bejaud
- Diospyros blancoi (đồng nghĩa: Cavanillea philippensis, Diospyros discolor, Diospyros philippensis): Thị Đài Loan, thị lông. Có nguồn gốc từ Philippines. Quả màu đỏ tươi khi chín.
- Diospyros bonii: Thị muong
- Diospyros brandisiana: Đồ an
- Diospyros buxifolia: Thị vảy ốc, vảy ốc, sang hột, dàn da
- Diospyros canaliculata (đồng nghĩa Diospyros cauliflora, Diospyros xanthochlamys).
- Diospyros candolleana: Thị candolle
- Diospyros castanea (đồng nghĩa: Maba castanea): Thị dẻ
- Diospyros cauliflora: Đồ an hoa thân, thị hoa thân
- Diospyros celebica: mun vàng, mun Macassar.
- Diospyros chevalieri: Co khi, thị chevalier
- Diospyros chloroxylon.
- Diospyros choboensis: Thị Chợ Bờ, cay da
- Diospyros crassiflora: Mun châu Phi, mun Benin, thị châu Phi
- Diospyros confertifolia. Đông Nam Á.
- Diospyros corallina
- Diospyros crumenata: Thị đen, thị da
- Diospyros curranii: Thị curran
- Diospyros dasyphylla: Thị to, thị lá ngắn
- Diospyros decandra: Thị, thị trái, thị mười nhị
- Diospyros dictyoneura: Thị vam, vam
- Diospyros digyna (đồng nghĩa: Diospyros ebeneaster, Diospyros nigra, Diospyros obtusifolia): thị đen. Có nguồn gốc ở México, quả có vỏ màu xanh và cùi thịt trắng khi còn xanh và chuyển thành đen khi chín.
- Diospyros dinhensis
- Diospyros dodecandra: Thị tram
- Diospyros ebenaster.
- Diospyros ebenum (đồng nghĩa: Diospyros hebecarpa, Diospyros glaberrima): Thị huyền, ô mộc, mun Ceylon, thị Ceylon, mun Mauritius, mun thị. Loài cây của vùng nhiệt đới châu Á với gỗ lõi có màu sẫm được dùng trong đồ gỗ mỹ nghệ.
- Diospyros ehretioides: Thị mâm, thị cùm rụm
- Diospyros eriantha: Thị lọ nồi, nho nghẹ, nhọ nồi gõ, lọ nghẹ, thị lông đỏ
- Diospyros fasciculosa: Australia.
- Diospyros ferrea = Diospyros vera: Xang hot, thị ny hom
- Diospyros filipendula: Thị lắc, thị vảy ốc
- Diospyros fischeri (đồng nghĩa: Royena fischeri).
- Diospyros fleuryana: Thị fleury
- Diospyros frutescens: Da nghé, thị roi, bú dù
- Diospyros haivanensis: Thị Hải Vân
- Diospyros hasseltii: Thị hasselt
- Diospyros hayatae: Thị hayata
- Diospyros hirsuta: Thị lông cứng, thị lông phún
- Diospyros insularis: Mun New Guinea.
- Diospyros kaki: hồng, thị Nhật Bản, thị Trung Quốc. Loài cây được trồng rộng rãi nhất trong chi này để lấy quả ăn. Loài cây này có nguồn gốc ở Trung Quốc, là cây lá sớm rụng, các lá cứng, bản rộng. Việc trồng trọt nó đầu tiên diễn ra ở khu vực Đông Á và sau đó đã được giới thiệu vào California và Nam Âu trong thế kỷ 19.
- Diospyros kerrii: Thị Kerr
- Diospyros kurzii: Cẩm thị, cẩm Andaman.
- Diospyros lanceifolia: Sang đen, thị lá mác. Đông Nam Á.
- Diospyros latisepala: Thị lá rộng
- Diospyros lobata: Cậy, thị trầm, sang đen, thị trâm thơm
- Diospyros longibracteata: Thị lá bắc dài
- Diospyros longipedicellata: Thị cọng dài, thị cuống hoa dài
- Diospyros lotus: Cậy (thị sen, thị bị, táo đen, mận chà là). Có nguồn gốc ở Tây Nam Á và đông nam châu Âu. Được người Hy Lạp cổ đại biết đến như là "quả của Thượng đế", tức dios pyros, từ đây mà có tên khoa học của chi này. Quả nhỏ có mùi vị giống như cả mận và chà là.
- Diospyros mabacea: Mun quả đỏ, miền bắc New South Wales - loài đang nguy cấp cao độ.
- Diospyros macassar: Mun Macassar, mun Ấn Độ
- Diospyros macrocalyx (đồng nghĩa: Diospyros loureiroana, Royena macrocalyx).
- Diospyros major: bờ biển phía đông Australia.
- Diospyros malabarica (đồng nghĩa: Diospyros embryopteris, Diospyros peregrina): Cườm thị, thị đầu heo, thị Ấn Độ, mun núi, bam, vam
  - Diospyros malabarica thứ malabarica: thị dại Ấn Độ
  - Diospyros malabarica thứ siamensis: thị dại Thái Lan, mun dại Thái Lan
- Diospyros maritima: Cẩm thị, vàng nghệ, thị cam
- Diospyros marmorata: Mun Andaman.
- Diospyros martabanica: Thị trâm
- Diospyros melanoxylon: mun Đông Ấn. Lá của loài này được thu hái để làm thuốc lá bidi của người Ấn Độ.
- Diospyros mespiliformis: mun châu Phi
- Diospyros moi: Thị mọi, thị thượng.
- Diospyros mollis: Mặc nưa
- Diospyros montana: Thị núi, thị tim, nhôn
- Diospyros morrisiana: Thị Morris, la phù thị
- Diospyros multiflora.
- Diospyros mun: Mun, mung
- Diospyros nebulorum: Thị may, thị Hải Vân
- Diospyros nhatrangensis: Thị hồng, thị Nha Trang
- Diospyros nitida: Thị đen
- Diospyros oleifera: Thị dầu
- Diospyros pentamera: mun sim, thị xám - bờ biển phía đông Australia.
- Diospyros rubra: thị rừng
- Diospyros rumphii (đồng nghĩa: Diospyros utilis): mun đen, mun Macassar
- Diospyros saletti: mun sọc
- Diospyros samoensis.
- Diospyros sandwicensis: Loài cây đặc hữu của Hawaii, tại đây gọi là lama.
- Diospyros siamang: (đồng nghĩa Diospyros elliptifolia)
- Diospyros siamensic: cẩm thị, thị Thái Lan
- Diospyros sinensis: thị núi, thị Trung Quốc
- Diospyros texana: thị Texas. Cây bụi nhiều cành hay cây thân gỗ nhỏ có nguồn gốc ở miền trung và tây Texas cũng như tây nam Oklahoma, tại đây chúng sống trên các sườn núi đá khô cằn. Quả nhỏ hơn của cây thị châu Phi, được nhiều loài chim và thú ăn. Nó đã từng được người Mỹ bản địa dùng làm thuốc nhuộm để thuộc da.
- Diospyros tomentosa: mun Nepal
- Diospyros tonkinensis: mun sọc
- Diospyros trichophylla (đồng nghĩa: Diospyros pruriens).
- Diospyros variegata: Thị lọ nồi, thị trổ
- Diospyros venosa (đồng nghĩa: Diospyros hermaphroditica): Săng đen, thị gân
- Diospyros villosa (đồng nghĩa: Royena villosa).
- Diospyros virginiana: thị châu Mỹ, thị Mỹ, mun trắng. Có nguồn gốc ở miền đông Bắc Mỹ.